# Charles Brabin
Charles Brabin est un réalisateur britannique, né le 17 avril 1883 à Liverpool (Royaume-Uni), et mort le 3 novembre 1957 à Santa Monica (États-Unis).

## Biographie
Il a dirigé de nombreux films entre 1913 et 1934. Il fut marié à Theda Bara en 1921 jusqu'à la mort de celle-ci, en 1955. Il tenta quelques rôles devant la caméra dans les années 1910 puis en 1942.

## Filmographie

### Comme réalisateur
- 1911 : The Awakening of John Bond
- 1912 : What Happened to Mary?
- 1912 : A Soldier's Duty
- 1912 : Tim
- 1913 : An Unsullied Shield
- 1913 : The Maid of Honor
- 1913 : The Ambassador's Daughter
- 1913 : The Princess and the Man
- 1913 : His Enemy
- 1913 : The Minister's Temptation
- 1913 : A Will and a Way
- 1913 : Kathleen Mavourneen

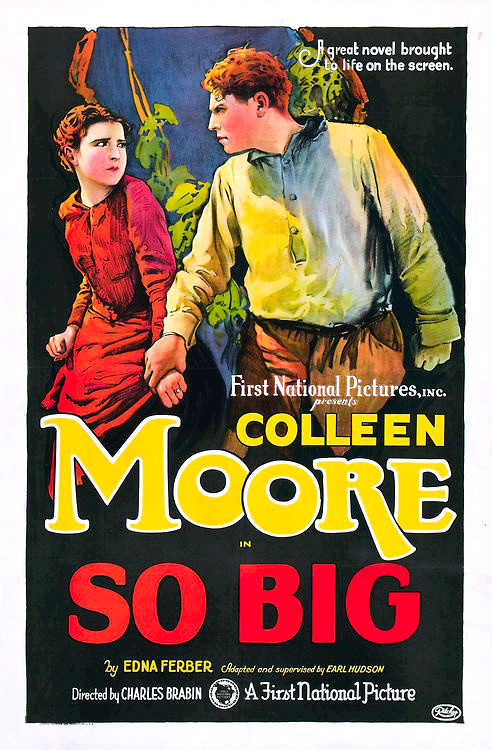
Affiche du film So Big (Mon grand)

- 1913 : The Risen Soul of Jim Grant
- 1913 : The Coast Guard's Sister
- 1913 : Flood Tide
- 1913 : Silas Marner
- 1914 : The Stolen Plans
- 1914 : A Question of Identity
- 1914 : The Midnight Ride of Paul Revere
- 1914 : The Foreman's Treachery
- 1914 : The Antique Brooch
- 1914 : The Double Cross
- 1914 : The Price of the Necklace
- 1914 : The Necklace of Rameses
- 1914 : All for His Sake
- 1914 : The Man Who Disappeared
- 1914 : The Man in the Street
- 1914 : The Premature Compromise
- 1915 : A Theft in the Dark
- 1915 : The Stoning
- 1915 : The House of the Lost Court
- 1915 : The Woman Hater
- 1915 : Vanity Fair
- 1915 : The Raven
- 1916 : The Bridesmaid's Secret
- 1916 : That Sort
- 1916 : The Higher Destiny
- 1916 : The Price of Fame
- 1916 : The Secret Kingdom
- 1917 : Babette
- 1917 : The Sixteenth Wife
- 1917 : Mary Jane's Pa
- 1917 : The Adopted Son
- 1917 : Red, White and Blue Blood
- 1917 : Persuasive Peggy
- 1918 : Breakers Ahead
- 1918 : Ce que femme veut ! (Social Quicksands)
- 1918 : L'Oncle Henry (A Pair of Cupids)
- 1918 : Sans dot (His Bonded Wife)
- 1918 : Buchanan's Wife
- 1918 : The Poor Rich Man (en)
- 1919 : Thou Shalt Not
- 1919 : Kathleen Mavourneen
- 1919 : La Belle Russe
- 1920 : Les Nuits de New York (While New York Sleeps)
- 1920 : Blind Wives
- 1921 : Des pas dans les ténèbres (Footfalls)
- 1922 : Le Dancing rouge (The Broadway Peacock)
- 1922 : Les Ombres de New-York (The Lights of New York)
- 1923 : Son petiot (Driven)
- 1923 : Sous la terre meurtrie (Six Days)
- 1924 : Mon grand (So Big)
- 1925 : Stella Maris
- 1925 : Ben-Hur (Ben-Hur: A Tale of the Christ) (non crédité)
- 1926 : Mismates
- 1926 : Le Lys de Whitechapel (Twinkletoes)
- 1927 : Framed
- 1927 : Hard-Boiled Haggerty
- 1927 : La Vallée des géants (The Valley of the Giants)
- 1928 : Burning Daylight
- 1928 : The Whip
- 1929 : Le Pont du roi Saint-Louis (The Bridge of San Luis Rey)
- 1930 : Au large de Shanghaï (The Ship from Shanghai)
- 1930 : Call of the Flesh
- 1931 : The Great Meadow
- 1931 : Pur-sang (Sporting Blood)
- 1932 : La Bête de la cité (The Beast of the City)
- 1932 : New Morals for Old (en)
- 1932 : Washington Masquerade
- 1932 : Le Masque d'or (The Mask of Fu Manchu)
- 1932 : Raspoutine et l'Impératrice (Rasputin And The Empress)
- 1933 : Le Secret de madame Blanche (The secret of Madame Blanche)
- 1933 : Danseuse étoile (Stage Mother)
- 1933 : Day of Reckoning
- 1934 : Une méchante femme (A Wicked Woman)

### Comme scénariste
- 1915 : The Raven
- 1918 : Breakers Ahead
- 1919 : Thou Shalt Not
- 1919 : Kathleen Mavourneen
- 1919 : La Belle Russe
- 1920 : Les Nuits de New York (While New York Sleeps)
- 1920 : Blind Wives
- 1921 : Footfalls
- 1922 : The Lights of New York
- 1925 : Stella Maris
- 1931 : The Great Meadow
- 1931 : Pur-sang (Sporting Blood)

### Comme acteur
- 1911 : His First Commission : Abraham Lincoln
- 1911 : The Strike at the Mines
- 1915 : The Woman Hater
- 1942 : Ma femme est un ange (I married an Angel) : Mr. Herbert Fairmind - Music Critic